# 라지 레디

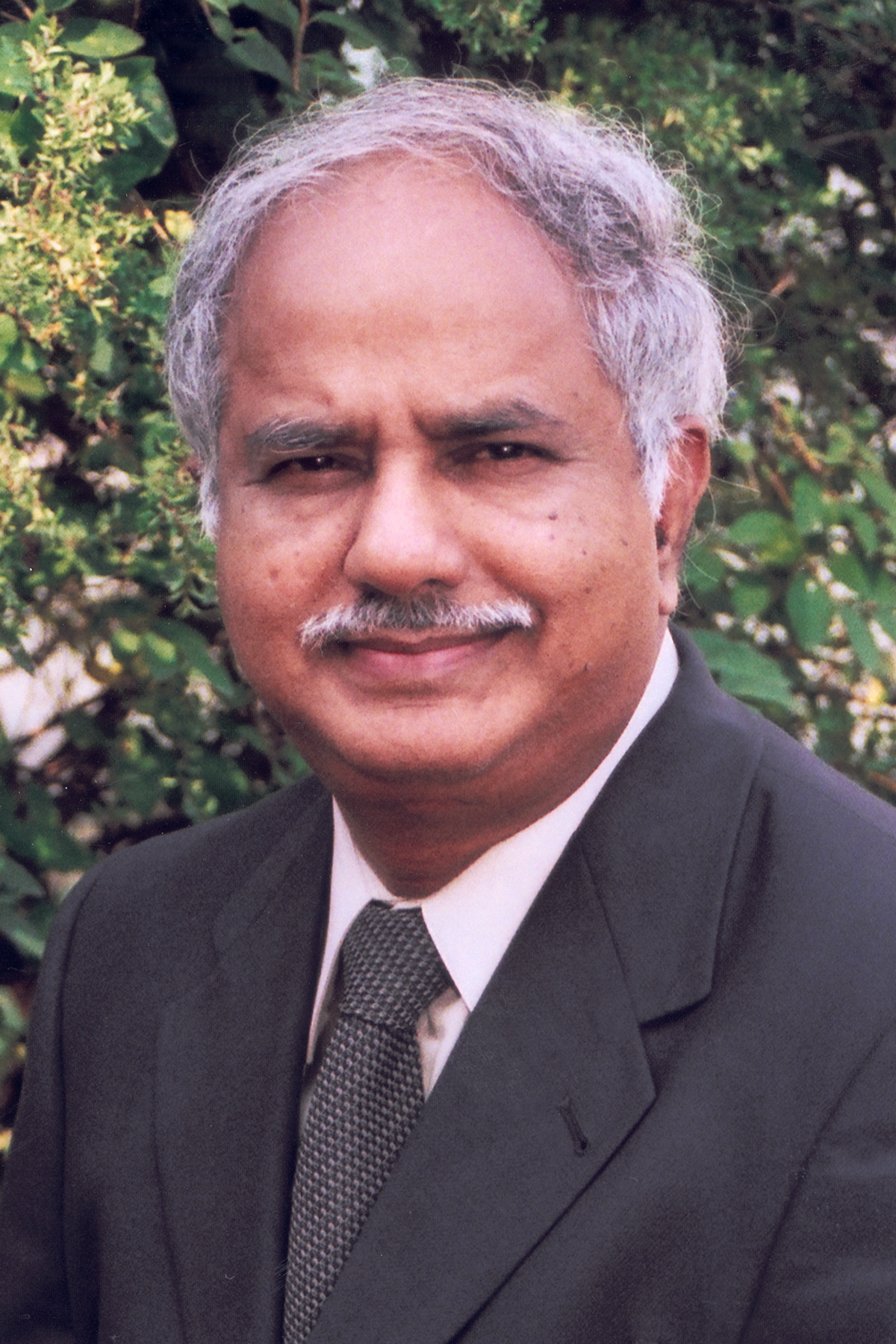
1998년 모습

라지 레디(Raj Reddy, 본명: 다발라 라자고팔 "라지" 레디, Dabbala Rajagopal "Raj" Reddy, 1937년 6월 13일 ~)는 인도계 미국인 컴퓨터 과학자이자 튜링상 수상자이다. 인공지능 분야의 초기 개척자 중 한 명으로, 스탠퍼드 대학교와 카네기 멜런 대학교에서 50년 넘게 교수로 재직했다. 카네기 멜런 대학교 로봇공학 연구소의 창립 이사였다. 저소득층 농촌 영재 청소년들의 교육적 요구를 충족하기 위해 인도에 라지브 간디 지식 기술 대학교(Rajiv Gandhi University of Knowledge Technologies)를 설립하는 데 중요한 역할을 했다. 하이데라바드 국제정보기술연구소(International Institute of Information Technology, Hyderabad)의 창립 회장이었다. 1994년 인공지능 분야의 업적을 인정받아 컴퓨터 과학계의 노벨상으로 불리는 튜링상을 아시아계 최초로 수상했다.